# Cantone di Réalmont
Il Cantone di Réalmont era una divisione amministrativa dell'arrondissement di Albi.
È stato soppresso a seguito della riforma complessiva dei cantoni del 2014, che è entrata in vigore con le elezioni dipartimentali del 2015.
Comprendeva i comuni di:
- Dénat
- Fauch
- Labastide-Dénat
- Laboutarie
- Lamillarié
- Lombers
- Orban
- Poulan-Pouzols
- Réalmont
- Ronel
- Roumégoux
- Saint-Antonin-de-Lacalm
- Saint-Lieux-Lafenasse
- Sieurac
- Terre-Clapier
- Le Travet